# Liste de gares en Irlande
La liste de gares en Irlande, est une liste non exhaustive de gares ferroviaires du réseau des chemins de fer en république d'Irlande. Pour l'Irlande du Nord, se référer à l'article liste de gares au Royaume-Uni.

## Liste par ordre alphabétique

### A
- Gare d'Ardrahan
- Gare d'Athenry

### B
- Gare de Bray Daly

### C
- Gare de Carrick-on-Suir
- Gare de Clontarf Road
- Gare de Cobh
- Gare de Collooney
- Gare de Cork Kent
- Gare de Craughwell

### D
- Gare de Dublin Connolly
- Gare de Dublin Heuston
- Gare de Dublin Pearse

### E
- Gare d'Ennis

### F
- Gare de Fintown

### G
- Gare de Galway
- Gare de Gort
- Gare de Grand Canal Dock
- Gare de Greystones

### H
- Gare de Harmonstown

### K
- Gare de Kilbarrack
- Gare de Killester

### L
- Gare de Lansdowne Road
- Gare de Limerick Colbert
- Gare de Limerick Junction

### M
- Gare de Mallow

### O
- Gare d'Oranmore

### R
- Gare de Raheny
- Gare de Rosslare Europort
- Gare de Rosslare Strand

### S
- Gare de Sixmilebridge
- Gare de Sligo Mac Diarmada

### T
- Gare de Tara Street

### W
- Gare de Waterford Plunkett
- Gare de Wicklow